# Kalundborg Gymnastikforening og Boldklub
Kalundborg Gymnastikforening og Boldklub (forkortet KGB) er en dansk fodboldklub fra Kalundborg i Vestsjælland.Klubben blev stiftet i den 13. Oktober 1899. Klubbens hold spiller i rød/hvid stribet trøjer, hvide shorts og røde sokker. KGB spiller til dagligt i Serie 5. Fra 2001-2006 spillede KGB i 2. division.
Efter en rutsjetur ned gennem de danske fodboldrækker, oplevede holdet tiltrængt succes med flere oprykningerne i træk, fra Serie 1 (2012/13), Sjællandsserien (2013/14) til Danmarksserien (2014/15), under ledelse af tidligere træner og udlandsprofessionel Anders Nielsen.
Holdet er siden år 2000 blevet ledet af følgende cheftrænere:
- Per Pedersen, - juni, 2001 (DS - oprykning til 2. div.)
- Morten Nielsen, juli, 2001 - juni,2004 (2. div)
- Frank Skytte, august 2004 - juni, 2005 (2. div)
- Morten Eskesen, juli 2005 - juni 2006 (2. div-Vest - nedrykning til DS)
- Ian Pedersen, juli, 2006 - juni, 2007( DS - nedrykning til SS)
- Steen Nissen, juli 2007 - april, 2009 (SS - nedrykning til Serie 1)
- Svend-Erik Thomsen, maj, 2009 - juni 2010 (Serie 1 - oprykning til SS)
- Lars Andersen, juli 2010 - juni, 2011 ( SS - nedrykning til Serie 1)
- Anders Nielsen, juli 2011 - december 2016 (Serie 1, oprykning til SS og oprykning til DS)
- Brian Kristensen januar 2016 - maj 2016 (DS)
- Philip Frikke-Schmidt, august 2016 - januar 2017 (DS - nedrykning til SS)
- Kenneth Jensen, januar 2017 - oktober 2018 (SS - nedrykning til Serie 1)
- Bo Sørensen, januar 2019 - december 2021 (Serie 1 - nedrykning til Serie 3)
- Lars Andersen, januar 2022 - juni 2022 (Opstart m. nyt hold Serie 5)

I sæsonen 2022 - 2023 er Kalundborg GB's bedste seniorhold placeret i serie 4. Holdet trænes af Kadir Kiran & Nabil Said.
KGB har haft 4-A landsholdspiller Heino Hansen, Claus Illemann Nielsen, Thomas Frandsen (Odense BK, Viborg F.F. og FC Midtjylland) og Mathias Jensen

## Ekstern kilde/henvisning
- Kalundborg GBs officielle hjemmeside Arkiveret 4. august 2007 hos  Wayback Machine

 Der er for få eller ingen kildehenvisninger i denne artikel, hvilket er et problem. Du kan hjælpe ved at angive troværdige kilder til de påstande, som fremføres i artiklen.

| Fodbold | Spire Denne artikel om en dansk fodboldklub er en spire som bør udbygges. Du er velkommen til at hjælpe Wikipedia ved at udvide den. |